# Virbia major
Virbia major är en fjärilsart som beskrevs av Felder 1874. Virbia major ingår i släktet Virbia och familjen björnspinnare. Inga underarter finns listade i Catalogue of Life.